# Адриан Кентерберийский
Адриан Кентерберийский (лат. Hadrianus Cantuariensis; англ. Adrian of Canterbury; ок. 630—637 — 710) — католический и православный святой, настоятель аббатства Святого Августина в Кентербери, Англия. В православии память святого совершается в Третью неделю по Пятидесятнице, в день празднования Собора Британских и Ирландских святых.

## Биография
Адриан родился между 630 и 637 годами в Северной Африке и происходил из романизированных берберов. Северная Африка (Африканский экзархат Византийской империи) в то время уже несколько столетий являлась одним из центров христианской учёности, именно там жил и работал блаженный Августин.
В молодом возрасте Адриан перебрался в Неаполь, в те годы также принадлежавший Византии, где вскоре стал настоятелем монастыря. Монастырь, согласно наиболее вероятному предположению, располагался на островке Низида в гавани Неаполя. Поскольку разделения церквей на Православную и Католическую в те времена ещё не произошло, то, как и другие византийские монастыри Италии, монастырь на острове Низида находился в подчинении римского епископа (Папы Римского), который был знаком с настоятелем лично и благоволил к нему.
Адриан также славился своей учёностью, а кроме того, был молод и крепок здоровьем. Поэтому папа Римский Виталий дважды предлагал ему занять вакантный пост епископа Кентерберийского — епископскую кафедру, располагавшуюся на окраине тогдашнего цивилизованного мира, но Адриан благоразумно отпирался.
Сначала он порекомендовал передать кафедру Андрею, монаху из монастыря, соседнего с его собственным. Однако Андрей также отказался под предлогом преклонных лет. Затем, когда папа снова предложил Адриану отправить в Кентербери, тот случайно встретил на улице в Риме Феодора Тарсийского и уговорил его согласиться ехать в Англию вместо него.
Адриан представил Феодора папе Виталию, и тот согласился, что Феодор является подходящим кандидатом на должность епископа. Однако Виталий потребовал, чтобы более опытный и образованный Адриан сопровождал нового архиепископа в Британию. Кроме того, папа вспомнил, что Адриан уже дважды совершал путешествия во Францию, а значит, должен был знать дорогу по крайней мере для первой части пути. Адриан был вынужден согласиться.
27 мая 668 года Адриан и Феодор из окрестностей Рима отплыли на корабле в Марсель. Из Марселя они посуху добрались до Арля (Арелата), где прожили некоторое время, пользуясь гостеприимством местного епископа Иоанна, в ожидании, пока местный правитель Эброин разрешит им проехать через свои земли. Добравшись к зиме только до северной Франции, путешественники остановились на зимовку: один у парижского епископа Агильберта, а второй у Эммона, епископа Санса. Однако, в дальнейшем ему пришлось перебраться в епархию Мо, где он жил у епископа Фарона.
Весной следующего года Феодор с согласия Эгберта I, короля Кента, и Эброина отправился в Англию, однако Адриан был задержан по приказу всё того же Эброина, который по какой-то причине решил, что тот является посланником византийского императора и намерен сеять смуту в королевстве франков. Возможно, что поводом задержания стали не слишком лестные отзывы Адриана о королевстве франков, в сравнении с византийской Северной Африкой, откуда он сам был родом.
В конце концов, Эброин всё же освободил Адриана и разрешил ему проследовать в Англию, где Феодор сразу же назначил его настоятелем монастыря святых Петра и Павла (впоследствии именовался монастырём Святого Августина) в Кентербери.
В Англии Адриан прославился как человек, хорошо знавший Библию, а также греческий и латинский языки, и как превосходный церковный администратор, под руководством которого аббатство Петра и Павла превратилось в одно из наиболее влиятельных в стране. Его большим поклонником был, в частности, Беда Достопочтенный из труда которого «Церковная история народа англов» известна большая часть информации об Адриане.
Беда описывает Адриана не только как выдающегося теолога, но и как светского учёного и педагога; рассказывает, что, вместе с Феодором, Адриан объехал всю Британию, проповедуя Евангелие, а кроме того, обучил многих основам риторики, астрономии и арифметики, греческому и латинскому языкам. Беда добавляет, что в его время (в начале восьмого века), все ещё были живы некоторые из учеников Феодора и Адриана, которые говорили на греческом и на латыни языках так же свободно, как на родном языке.
Король Альфред Великий (правил во второй половине девятого века) в своём предисловии к сочинению папы Григория I также с ностальгией вспоминал о том недолгом периоде в британской истории, связанном с именами Адриана и Феодора, когда духовенство усердно учило и училось, а В Англию приезжали иностранцы, чтобы приобрести знания и мудрость; тогда как теперь (во времена Альфреда) если какой-либо англичанин хотел стать учёным, он был вынужден отправиться за границу. Одним словом, познания Адриана в латыни и греческом оставались совершенно поразительным явлением для британцев даже полтора столетия спустя.
Согласно Беде Достопочтенному, Адриан достаточно надолго пережил епископа Феодора. Он прожил в Англии 39 лет, продолжая до самой смерти руководить монастырем в Кентербери. Он умер в 710 году и был похоронен в том же монастыре. Его официальная канонизация состоялась, видимо, только в конце XI века (после разделения церквей). когда в 1091 году были обретены его мощи, якобы нетленные, перенесённые затем в новый монастырский собор.